# سان سباستيان دي لوس رييس
سان سباستيان دي لوس رييس (بالإنجليزية: San Sebastián de los Reyes)‏ هي بلدية ومدينة في منطقة الحكم الذاتي وتقع في منطقة مدريد في وسط إسبانيا. تبلغ مساحة هذه المدينة 59.26 (كم²)، ويبلغ عدد سكانها 75912 نسمة حسب إحصاء سنة 2009 م.

## توأمة
لسان سباستيان دي لوس رييس اتفاقيات توأمة مع:
- باوناتال (1990 - )[8]

## أعلام
- خوسيه أنخل غوميز مارشنتي
- روبين لوباتو
- خافيير باتينيو

## وصلات خارجية
- http://www.ssreyes.org/